# Mark Courtney
Mark Courtney (Londen, 26 april 1972) is een Noord-Iers voormalig voetbalscheidsrechter. Hij was in dienst van FIFA en UEFA tussen 2002 en 2012. Ook leidde hij tot 2014 wedstrijden in het NIFL Premiership.
Op 14 augustus 2003 maakte Courtney zijn debuut in Europees verband tijdens een wedstrijd tussen Cementarnica Skopje en GKS Katowice in de voorrondes van de UEFA Cup; het eindigde in 0–0 en de Noord-Ierse leidsman gaf één gele kaart. Zijn eerste interland floot hij op 8 september 2004, toen Georgië met 2–0 won van Albanië. Tijdens dit duel gaf Courtney vier gele kaarten en één rode.

## Interlands
| Datum             | Plaats                 | Wedstrijd              | Uitslag | Competitie           | Kreeg geel | Kreeg voor de tweede keer geel en dus rood | Weggestuurd |
| ----------------- | ---------------------- | ---------------------- | ------- | -------------------- | ---------- | ------------------------------------------ | ----------- |
| 8 september 2004  | Tbilisi, Georgië       | Georgië – Albanië      | 2 – 0   | WK 2006 kwalificatie | 4          | 0                                          | 1           |
| 16 augustus 2006  | Anderlecht, België     | België – Kazachstan    | 0 – 0   | EK 2008 kwalificatie | 4          | 0                                          | 0           |
| 6 september 2008  | Tiraspol, Moldavië     | Moldavië – Letland     | 1 – 2   | WK 2010 kwalificatie | 4          | 0                                          | 0           |
| 12 oktober 2010   | Serravalle, San Marino | San Marino – Moldavië  | 0 – 2   | EK 2012 kwalificatie | 4          | 0                                          | 0           |
| 8 februari 2011   | Dublin, Ierland        | Ierland – Wales        | 3 – 0   | Vriendschappelijk    | 1          | 0                                          | 0           |
| 11 september 2012 | Piraeus, Griekenland   | Griekenland – Litouwen | 2 – 0   | WK 2014 kwalificatie | 6          | 0                                          | 0           |